# Campionato mondiale di hockey su ghiaccio - Seconda Divisione 2015
Il Campionato mondiale di hockey su ghiaccio - Seconda Divisione 2015 è un torneo di hockey su ghiaccio organizzato dall'International Ice Hockey Federation. Le dodici squadre partecipanti sono state divise in due gironi da sei ciascuno. Il torneo del Gruppo A si è svolto a Reykjavík, in Islanda, dal 13 al 19 aprile. Le partite del Gruppo B invece si sono giocate a Città del Capo, in Sudafrica, dal 13 al 19 aprile. La Romania ha vinto il Gruppo A, garantendosi così la partecipazione al Campionato mondiale di Prima Divisione - Gruppo B 2015. La Cina ha vinto il Gruppo B, garantendosi così la partecipazione al Campionato mondiale di Seconda Divisione - Gruppo A 2016. Al contrario il Sudafrica, giunto all'ultimo posto, è stato retrocesso per il 2016 in Terza Divisione.

## Partecipanti

### Gruppo A
| Nazionale | Qualificazione                                                  |
| --------- | --------------------------------------------------------------- |
| Romania   | Sesta e retrocessa dalla Prima Divisione - Gruppo B del 2014.   |
| Islanda   | Ospitante, seconda nella Seconda Divisione - Gruppo A del 2014. |
| Serbia    | Terza nella Seconda Divisione - Gruppo A del 2014.              |
| Australia | Quarta nella Seconda Divisione - Gruppo A del 2014.             |
| Belgio    | Quinto nella Seconda Divisione - Gruppo A del 2014.             |
| Spagna    | Prima e promossa dalla Seconda Divisione - Gruppo B del 2014.   |

### Gruppo B
| Nazionale     | Qualificazione                                                  |
| ------------- | --------------------------------------------------------------- |
| Israele       | Sesto e retrocesso dalla Seconda Divisione - Gruppo A del 2014. |
| Messico       | Secondo nella Seconda Divisione - Gruppo B del 2014.            |
| Nuova Zelanda | Terza nella Seconda Divisione - Gruppo B del 2014.              |
| Cina          | Quarta nella Seconda Divisione - Gruppo B del 2014.             |
| Sudafrica     | Ospitante, quinta nella Seconda Divisione - Gruppo B del 2014.  |
| Bulgaria      | Prima e promossa dalla Terza Divisione del 2014.                |

## Gruppo A

### Incontri
| Reykjavík 13 aprile 2015, ore 13:00 UTC+0 | Spagna | 6 – 1 (2-1; 1-0; 3-0) referto | Australia | Laugardalur Arena (121 spett.) |

| Reykjavík 13 aprile 2015, ore 16:30 UTC+0 | Serbia | 4 – 8 (0-3; 2-3; 2-2) referto | Romania | Laugardalur Arena (146 spett.) |

| Reykjavík 13 aprile 2015, ore 20:00 UTC+0 | Islanda | 3 – 0 (0-0; 0-0; 3-0) referto | Belgio | Laugardalur Arena (632 spett.) |

| Reykjavík 14 aprile 2015, ore 13:00 UTC+0 | Romania | 5 – 1 (2-0; 0-0; 3-1) referto | Australia | Laugardalur Arena (189 spett.) |

| Reykjavík 14 aprile 2015, ore 16:30 UTC+0 | Belgio | 6 – 2 (3-0; 2-0; 1-2) referto | Spagna | Laugardalur Arena (202 spett.) |

| Reykjavík 14 aprile 2015, ore 20:00 UTC+0 | Islanda | 4 – 5 (2-2; 2-1; 0-2) referto | Serbia | Laugardalur Arena (607 spett.) |

| Reykjavík 16 aprile 2015, ore 13:00 UTC+0 | Romania | 4 – 3 (3-0; 0-2; 1-1) referto | Belgio | Laugardalur Arena (102 spett.) |

| Reykjavík 16 aprile 2015, ore 16:30 UTC+0 | Serbia         | 3 – 3 (d.t.s.) (1-1; 1-1; 1-1; 0-0) referto | Australia | Laugardalur Arena (182 spett.) |
| Shootout 0 – 1                            |                |                                             |           |                                |
|                                           |                |                                             |           |                                |
|                                           | Shootout 0 – 1 |                                             |           |                                |

| Reykjavík 16 aprile 2015, ore 20:00 UTC+0 | Islanda | 2 – 4 (0-1; 1-1; 1-2) referto | Spagna | Laugardalur Arena (672 spett.) |

| Reykjavík 17 aprile 2015, ore 13:00 UTC+0 | Belgio | 3 – 2 (d.t.s.) (1-1; 1-1; 0-0) referto | Serbia | Laugardalur Arena (174 spett.) |

| Reykjavík 17 aprile 2015, ore 16:30 UTC+0 | Spagna | 1 – 7 (0-2; 0-0; 1-5) referto | Romania | Laugardalur Arena (127 spett.) |

| Reykjavík 17 aprile 2015, ore 20:00 UTC+0 | Australia | 1 – 6 (1-2; 0-2; 0-2) referto | Islanda | Laugardalur Arena (717 spett.) |

| Reykjavík 19 aprile 2015, ore 13:00 UTC+0 | Serbia         | 3 – 3 (d.t.s.) (0-1; 1-2; 2-0) referto | Spagna | Laugardalur Arena (107 spett.) |
| Shootout 0 – 1                            |                |                                        |        |                                |
|                                           |                |                                        |        |                                |
|                                           | Shootout 0 – 1 |                                        |        |                                |

| Reykjavík 19 aprile 2015, ore 16:30 UTC+0 | Australia | 4 – 10 (1-4; 1-3; 2-3) referto | Belgio | Laugardalur Arena (146 spett.) |

| Reykjavík 19 aprile 2015, ore 20:00 UTC+0 | Romania | 3 – 2 (d.t.s.) (1-0; 1-1; 0-1) referto | Islanda | Laugardalur Arena (834 spett.) |

### Classifica
| Pos. |           | PG | V | VOT | POT | P | GF | GS | DR  | Pt |
| 1.   | Romania   | 5  | 4 | 1   | 0   | 0 | 27 | 11 | +16 | 14 |
| 2.   | Belgio    | 5  | 2 | 1   | 0   | 2 | 22 | 15 | +7  | 8  |
| 3.   | Serbia    | 5  | 1 | 1   | 2   | 1 | 18 | 22 | -4  | 7  |
| 4.   | Spagna    | 5  | 2 | 0   | 1   | 2 | 16 | 20 | -4  | 7  |
| 5.   | Islanda   | 5  | 2 | 0   | 1   | 2 | 17 | 13 | +4  | 7  |
| 6.   | Australia | 5  | 0 | 1   | 0   | 4 | 11 | 30 | -19 | 2  |

### Riconoscimenti individuali
- Miglior portiere: Arthur Legrand -  Belgio
- Miglior difensore: Attila Góga -  Romania
- Miglior attaccante: Björn Sigurðarson -  Islanda

### Classifica marcatori
| Giocatore           | PG | G | A | Pt | +/- | MP |
| ------------------- | -- | - | - | -- | --- | -- |
| Mitch Morgan        | 5  | 6 | 4 | 10 | +3  | 0  |
| Marko Sretović      | 5  | 3 | 7 | 10 | -3  | 4  |
| Bryan Kolodziejczyk | 5  | 1 | 9 | 10 | +4  | 4  |
| Ede Mihály          | 5  | 6 | 3 | 9  | +7  | 0  |
| Roberto Gliga       | 5  | 4 | 5 | 9  | +6  | 0  |
| Levente Zsók        | 5  | 1 | 7 | 8  | +7  | 2  |
| Emil Alengård       | 5  | 4 | 3 | 7  | +3  | 0  |
| Maxime Pellegrims   | 5  | 4 | 3 | 7  | +1  | 2  |
| Miloš Babić         | 5  | 3 | 4 | 7  | +1  | 2  |
| Robin Hedström      | 5  | 2 | 5 | 7  | +2  | 0  |

Fonte: IIHF.com

### Classifica portieri
| Giocatore         | Min    | TC  | GS | SO | MGS  | Sv%   |
| ----------------- | ------ | --- | -- | -- | ---- | ----- |
| Arthur Legrand    | 183:26 | 114 | 7  | 0  | 2.29 | 94.21 |
| Dennis Hedström   | 239:15 | 103 | 9  | 1  | 2.26 | 91.96 |
| Ottó Onodi        | 152:47 | 54  | 5  | 0  | 1.96 | 91.53 |
| Adrian Catrinoi   | 149:58 | 56  | 6  | 0  | 2.40 | 90.32 |
| Arsenije Ranković | 284:39 | 149 | 19 | 0  | 4.00 | 88.69 |

Fonte: IIHF.com

## Gruppo B

### Incontri
| Città del Capo 13 aprile 2015, ore 13:00 UTC+2 | Nuova Zelanda | 6 – 3 (1-1; 3-1; 2-1) referto | Israele | Grandwest Ice Arena (110 spett.) |

| Città del Capo 13 aprile 2015, ore 16:15 UTC+2 | Bulgaria | 3 – 10 (1-3; 1-3; 1-4) referto | Cina | Grandwest Ice Arena (80 spett.) |

| Città del Capo 13 aprile 2015, ore 20:00 UTC+2 | Messico | 4 – 1 (1-0; 2-1; 1-0) referto | Sudafrica | Grandwest Ice Arena (375 spett.) |

| Città del Capo 14 aprile 2015, ore 13:00 UTC+2 | Israele        | 3 – 3 (d.t.s.) (0-1; 1-0; 2-2; 0-0) referto | Cina | Grandwest Ice Arena (57 spett.) |
| Shootout 0 – 1                                 |                |                                             |      |                                 |
|                                                |                |                                             |      |                                 |
|                                                | Shootout 0 – 1 |                                             |      |                                 |

| Città del Capo 14 aprile 2015, ore 16:15 UTC+2 | Messico | 3 – 5 (1-2; 1-2; 1-1) referto | Nuova Zelanda | Grandwest Ice Arena (77 spett.) |

| Città del Capo 14 aprile 2015, ore 20:00 UTC+2 | Sudafrica | 1 – 2 (0-0; 1-1; 0-1) referto | Bulgaria | Grandwest Ice Arena (275 spett.) |

| Città del Capo 16 aprile 2015, ore 13:00 UTC+2 | Messico | 9 – 1 (3-0; 0-0; 6-1) referto | Bulgaria | Grandwest Ice Arena (75 spett.) |

| Città del Capo 16 aprile 2015, ore 16:15 UTC+2 | Nuova Zelanda | 4 – 7 (1-2; 3-1; 0-4) referto | Cina | Grandwest Ice Arena (112 spett.) |

| Città del Capo 16 aprile 2015, ore 20:00 UTC+2 | Israele | 6 – 3 (1-1; 4-0; 1-2) referto | Sudafrica | Grandwest Ice Arena (922 spett.) |

| Città del Capo 17 aprile 2015, ore 13:00 UTC+2 | Cina | 5 – 2 (2-0; 2-2; 1-0) referto | Messico | Grandwest Ice Arena (48 spett.) |

| Città del Capo 17 aprile 2015, ore 16:15 UTC+2 | Bulgaria | 10 – 5 (6-1; 2-2; 2-2) referto | Israele | Grandwest Ice Arena (43 spett.) |

| Città del Capo 17 aprile 2015, ore 20:00 UTC+2 | Sudafrica | 3 – 1 (0-0; 2-0; 1-1) referto | Nuova Zelanda | Grandwest Ice Arena (985 spett.) |

| Città del Capo 19 aprile 2015, ore 13:00 UTC+2 | Nuova Zelanda | 5 – 1 (0-0; 2-1; 3-0) referto | Bulgaria | Grandwest Ice Arena (69 spett.) |

| Città del Capo 19 aprile 2015, ore 16:15 UTC+2 | Israele | 3 – 6 (1-1; 0-2; 2-3) referto | Messico | Grandwest Ice Arena (67 spett.) |

| Città del Capo 19 aprile 2015, ore 20:00 UTC+2 | Cina | 7 – 3 (3-1; 3-2; 1-0) referto | Sudafrica | Grandwest Ice Arena (968 spett.) |

### Classifica
| Pos. |               | PG | V | VOT | POT | P | GF | GS | DR  | Pt |
| 1.   | Cina          | 5  | 4 | 1   | 0   | 0 | 33 | 15 | +18 | 14 |
| 2.   | Nuova Zelanda | 5  | 3 | 0   | 0   | 2 | 21 | 17 | +4  | 9  |
| 3.   | Messico       | 5  | 3 | 0   | 0   | 2 | 24 | 15 | +9  | 9  |
| 4.   | Bulgaria      | 5  | 2 | 0   | 0   | 3 | 17 | 30 | -13 | 6  |
| 5.   | Israele       | 5  | 1 | 0   | 1   | 3 | 20 | 29 | -9  | 4  |
| 6.   | Sudafrica     | 5  | 1 | 0   | 0   | 4 | 11 | 20 | -9  | 3  |

### Riconoscimenti individuali
- Miglior portiere: Dimităr Dimitrov -  Bulgaria
- Miglior difensore: Daniel Spivak -  Israele
- Miglior attaccante: Héctor Majul -  Messico

### Classifica marcatori
| Giocatore        | PG | G | A | Pt | +/- | MP |
| ---------------- | -- | - | - | -- | --- | -- |
| Ivan Hodulov     | 5  | 6 | 5 | 11 | +1  | 4  |
| Cui Xijun        | 5  | 4 | 6 | 10 | +7  | 8  |
| Nick Henderson   | 5  | 4 | 6 | 10 | +9  | 0  |
| Héctor Majul     | 5  | 5 | 4 | 9  | +4  | 14 |
| Carlos Gómez     | 5  | 4 | 5 | 9  | +4  | 6  |
| Martin Boyadjiev | 5  | 2 | 7 | 9  | -3  | 10 |
| Adrian Cervantes | 5  | 1 | 8 | 9  | +4  | 4  |
| Roberto Chabat   | 5  | 4 | 4 | 8  | +0  | 0  |
| Martin Nikolov   | 5  | 4 | 4 | 8  | -2  | 6  |
| Andrew Cox       | 5  | 3 | 5 | 8  | +5  | 14 |

Fonte: IIHF.com

### Classifica portieri
| Giocatore         | Min    | TC  | GS | SO | MGS  | Sv%   |
| ----------------- | ------ | --- | -- | -- | ---- | ----- |
| Liu Zhiwei        | 285:00 | 160 | 14 | 0  | 2.95 | 91.25 |
| Richard Parry     | 219:57 | 130 | 13 | 0  | 3.55 | 90.00 |
| Dimităr Dimitrov  | 295:01 | 254 | 27 | 0  | 5.49 | 89.37 |
| Alfonso de Alba   | 180:00 | 84  | 9  | 0  | 3.00 | 89.29 |
| Alexander Loginov | 250:24 | 170 | 22 | 0  | 5.27 | 87.06 |

Fonte: IIHF.com